# Complesso INCIS di porta Metronia
Gli stabili INCIS (Istituto nazionale per le case degli impiegati statali) di Porta Metronia, sono un complesso edilizio edificato all'interno del quartiere Appio-Latino, a Roma. Il progetto (opera degli architetti Montuori e Piccinato), ebbe inizio nel 1938 e le palazzine erano divise in 3 lotti.

## Storia
Il complesso INCIS di Porta Metronia, viene fatto edificare poco fuori le Mura Aureliane, in un'area del quartiere Appio-Latino allora scarsamente abitata e caratterizzata da villini, poche palazzine e ampie campagne. In seguito alla lenta ma inesorabile urbanizzazione della zona (e secondo i progetti urbanistici di Ernesto Nathan), il quartiere Appio-Metronio avrebbe ospitato anche degli alloggi semintensivi e popolari per ospitare un numero sempre crescente di famiglie. Così, nel 1938, il progetto edilizio per la realizzazione del complesso INCIS, venne affidato a una coppia di celebri architetti: Eugenio Montuori e Luigi Piccinato. I lavori iniziarono intorno all'agosto 1938.

### Oggi
Il complesso è stato recentemente restaurato e riqualificato in seguito alla realizzazione del vicino Parco Lineare Integrato delle Mura. Riconosciuto da numerosi esperti come un eccellente esempio di architettura semintensiva razionalista, risulta anche citato in alcune riviste di architettura olandesi, tedesche e inglesi.

## Descrizione

### Lotto I
Il primo lotto è disposto a trapezio tra la prima parte dell'attuale via Pannonia e le vie Tracia e Gallia, per un totale di 4 palazzine.
Esse possiedono una struttura portante in cemento armato e mattoni e un rivestimento esterno in intonaco arancione. Lo stabile affacciante su piazzale Metronio, presenta una forma concava e arrotondata, unica nel resto del complesso. L'ultimo piano di ogni edificio è separato da quelli sottostanti da un cornicione che prosegue lungo tutta la struttura; sempre all'ultimo piano, le finestre presentano una forma più stretta e allungata rispetto alle altre, più larghe e squadrate. Sono presenti dei terrazzi sulla sommità degli stabili e un cortile interno.

### Lotto II
Le tre palazzine del secondo lotto, sono anch'esse disposte a trapezio e si affacciano su piazzale Metronio, via Pannonia, via Tracia e viale Metronio. Il loro disegno, molto semplice, è basato su un ripetuto gioco di altezze alternate a corpi più bassi. Anche questo lotto ospita un cortile interno poco distante dalle Mura Aureliane.

### Lotto III
Il terzo ed ultimo lotto è quello più ampio, ed è decisamente diverso rispetto agli altri due. Si affaccia su buona parte di via Pannonia, comprendendo anche le vie Tracia, Numidia e Metronio, per un totale di 11 condomini. Le palazzine, presentano file di finestre che terminano con dei balconi e delle logge alle estremità delle strutture. Il disegno è vario e articolato, leggermente differente in quasi ogni edificio; si sviluppano su 4-5 piani e sono presenti dei terrazzi dalle forme squadrate. Ospitano degli ampi cortili. La loro realizzazione venne portata a termine intorno al 1941.